# Campionato europeo femminile di pallacanestro 2005
Il 30º Campionato Europeo Femminile di Pallacanestro FIBA (noto anche come FIBA EuroBasket Women 2005) si è svolto in Turchia, dal 2 all'11 settembre 2005.
L'edizione del 2005 è stata la prima organizzata in Turchia. Ankara è stata la sede principale della manifestazione, mentre Bursa e Smirne sono invece state scelte come sedi delle partite preliminari.
I campionati europei femminili di pallacanestro sono una manifestazione biennale tra le squadre nazionali del continente, organizzata dalla FIBA Europe.

## Squadre partecipanti
L'edizione del 2005 prevedeva solo due gironi, composti nel seguente modo:
| Gruppo A - Francia - Germania - Grecia - Lettonia - Polonia - Rep. Ceca | Gruppo B - Lituania - Romania - Russia - Serbia e Montenegro - Spagna - Turchia |

## Sedi delle partite
| Gruppo                     | Città  | Impianto                  |
| -------------------------- | ------ | ------------------------- |
| A                          | Bursa  | Bursa Atatürk Sport Hall  |
| B                          | Smirne | İzmir Atatürk Sport Hall  |
| Fase Eliminatoria e Finali | Ankara | Ankara Atatürk Sport Hall |

## Gironi di qualificazione

### Gruppo A
| Team         | Pt | V - P | PF - PS   | +/-  |
| ------------ | -- | ----- | --------- | ---- |
| 1. Rep. Ceca | 10 | 5 - 0 | 342 - 241 | +101 |
| 2. Francia   | 9  | 4 - 1 | 345 - 282 | +63  |
| 3. Lettonia  | 8  | 3 - 2 | 323 - 319 | +4   |
| 4. Polonia   | 7  | 2 - 3 | 297 - 327 | -30  |
| 5. Grecia    | 6  | 1 - 4 | 272 - 328 | -56  |
| 6. Germania  | 5  | 0 - 5 | 282 - 364 | -82  |

| Bursa 2 settembre 2005, ore 16:00 CET | Polonia                              | 62 – 75 referto | Lettonia | Bursa Atatürk Sport Hall\| Arbitro: \| Branislav Mrdakz, Karolina Andersson \| |
| Arbitro:                              | Branislav Mrdakz, Karolina Andersson |                 |          |                                                                                |

| Bursa 2 settembre 2005, ore 18:15 CET | Germania                         | 61 – 66 referto | Grecia | Bursa Atatürk Sport Hall\| Arbitro: \| Gianluca Mattioli, Marius Ciulin \| |
| Arbitro:                              | Gianluca Mattioli, Marius Ciulin |                 |        |                                                                            |

| Bursa 2 settembre 2005, ore 20:30 CET | Francia                             | 45 – 65 referto | Rep. Ceca | Bursa Atatürk Sport Hall\| Arbitro: \| Kestutis Pilipauskas, Vicente Bultó \| |
| Arbitro:                              | Kestutis Pilipauskas, Vicente Bultó |                 |           |                                                                               |

| Bursa 3 settembre 2005, ore 16:00 CET | Lettonia                     | 77 – 67 referto | Germania | Bursa Atatürk Sport Hall\| Arbitro: \| Vicente Bultó, Emin Mogulkoc \| |
| Arbitro:                              | Vicente Bultó, Emin Mogulkoc |                 |          |                                                                        |

| Bursa 3 settembre 2005, ore 18:15 CET | Rep. Ceca                     | 64 – 47 referto | Polonia | Bursa Atatürk Sport Hall\| Arbitro: \| Sergey Bulanov, Marius Ciulin \| |
| Arbitro:                              | Sergey Bulanov, Marius Ciulin |                 |         |                                                                         |

| Bursa 3 settembre 2005, ore 20:30 CET | Grecia                             | 56 – 71 referto | Francia | Bursa Atatürk Sport Hall\| Arbitro: \| Gianluca Mattioli, Branislav Mrdak \| |
| Arbitro:                              | Gianluca Mattioli, Branislav Mrdak |                 |         |                                                                              |

| Bursa 4 settembre 2005, ore 16:00 CET | Germania                          | 56 – 66 referto | Polonia | Bursa Atatürk Sport Hall\| Arbitro: \| Gianluca Mattioli, Sergey Bulanov \| |
| Arbitro:                              | Gianluca Mattioli, Sergey Bulanov |                 |         |                                                                             |

| Bursa 4 settembre 2005, ore 18:15 CET | Grecia                                   | 54 – 61 referto | Rep. Ceca | Bursa Atatürk Sport Hall\| Arbitro: \| Kestutis Pilipauskas, Karolina Andersson \| |
| Arbitro:                              | Kestutis Pilipauskas, Karolina Andersson |                 |           |                                                                                    |

| Bursa 4 settembre 2005, ore 20:30 CET | Francia                      | 67 – 50 referto | Lettonia | Bursa Atatürk Sport Hall\| Arbitro: \| Emin Mogulkoc, Marius Ciulin \| |
| Arbitro:                              | Emin Mogulkoc, Marius Ciulin |                 |          |                                                                        |

| Bursa 6 settembre 2005, ore 16:00 CET | Rep. Ceca                     | 76 – 50 referto | Germania | Bursa Atatürk Sport Hall\| Arbitro: \| Sergey Bulanov, Emin Mogulkoc \| |
| Arbitro:                              | Sergey Bulanov, Emin Mogulkoc |                 |          |                                                                         |

| Bursa 6 settembre 2005, ore 18:15 CET | Lettonia                       | 76 – 47 referto | Grecia | Bursa Atatürk Sport Hall\| Arbitro: \| Vicente Bultó, Branislav Mrdak \| |
| Arbitro:                              | Vicente Bultó, Branislav Mrdak |                 |        |                                                                          |

| Bursa 6 settembre 2005, ore 20:30 CET | Polonia                                  | 63 – 83 referto | Francia | Bursa Atatürk Sport Hall\| Arbitro: \| Kestutis Pilipauskas, Karolina Andersson \| |
| Arbitro:                              | Kestutis Pilipauskas, Karolina Andersson |                 |         |                                                                                    |

| Bursa 7 settembre 2005, ore 16:00 CET | Lettonia                       | 45 – 76 referto | Rep. Ceca | Bursa Atatürk Sport Hall\| Arbitro: \| Vicente Bultó, Branislav Mrdak \| |
| Arbitro:                              | Vicente Bultó, Branislav Mrdak |                 |           |                                                                          |

| Bursa 7 settembre 2005, ore 18:15 CET | Grecia                                  | 49 – 59 referto | Polonia | Bursa Atatürk Sport Hall\| Arbitro: \| Gianluca Mattioli, Kestutis Pilipauskas \| |
| Arbitro:                              | Gianluca Mattioli, Kestutis Pilipauskas |                 |         |                                                                                   |

| Bursa 7 settembre 2005, ore 20:30 CET | Francia                      | 79 – 48 referto | Germania | Bursa Atatürk Sport Hall\| Arbitro: \| Emin Mogulkoc, Marius Ciulin \| |
| Arbitro:                              | Emin Mogulkoc, Marius Ciulin |                 |          |                                                                        |

### Gruppo B
| Team                   | Pt | V - P | PF - PS   | +/-  |
| ---------------------- | -- | ----- | --------- | ---- |
| 1. Lituania            | 9  | 4 - 1 | 402 - 345 | +57  |
| 2. Spagna              | 9  | 4 - 1 | 397 - 320 | +77  |
| 3. Russia              | 8  | 3 - 2 | 413 - 379 | +34  |
| 4. Turchia             | 7  | 2 - 3 | 374 - 384 | -10  |
| 5. Serbia e Montenegro | 7  | 2 - 3 | 330 - 360 | -30  |
| 6. Romania             | 5  | 0 - 5 | 283 - 411 | -128 |

| Smirne 2 settembre 2005, ore 16:00 CET | Romania                        | 60 – 92 referto | Russia | Atatürk Sport Hall\| Arbitro: \| Andrej Jeršan, Marcin Kowalski \| |
| Arbitro:                               | Andrej Jeršan, Marcin Kowalski |                 |        |                                                                    |

| Smirne 2 settembre 2005, ore 18:15 CET | Lituania                  | 74 – 69 referto | Spagna | Atatürk Sport Hall\| Arbitro: \| Srđan Dožai, Vaclav Lukes \| |
| Arbitro:                               | Srđan Dožai, Vaclav Lukes |                 |        |                                                               |

| Smirne 2 settembre 2005, ore 20:30 CET | Turchia                           | 81 – 69 referto | Serbia e Montenegro | Atatürk Sport Hall\| Arbitro: \| Jens Staudenmayer, Oļegs Latiševs \| |
| Arbitro:                               | Jens Staudenmayer, Oļegs Latiševs |                 |                     |                                                                       |

| Smirne 3 settembre 2005, ore 16:00 CET | Spagna                                 | 98 – 53 referto | Romania | Atatürk Sport Hall\| Arbitro: \| Jens Staudenmayer, Christophe Vauthier \| |
| Arbitro:                               | Jens Staudenmayer, Christophe Vauthier |                 |         |                                                                            |

| Smirne 3 settembre 2005, ore 18:15 CET | Serbia e Montenegro                     | 77 – 74 referto | Lituania | Atatürk Sport Hall\| Arbitro: \| Christos Christodoulou, Marcin Kowalski \| |
| Arbitro:                               | Christos Christodoulou, Marcin Kowalski |                 |          |                                                                             |

| Smirne 3 settembre 2005, ore 20:30 CET | Russia                    | 91 – 87 referto | Turchia | Atatürk Sport Hall\| Arbitro: \| Vaclav Lukes, Srđan Dožai \| |
| Arbitro:                               | Vaclav Lukes, Srđan Dožai |                 |         |                                                               |

| Smirne 4 settembre 2005, ore 16:00 CET | Romania                          | 50 – 63 referto | Serbia e Montenegro | Atatürk Sport Hall\| Arbitro: \| Srđan Dožai, Christophe Vauthier \| |
| Arbitro:                               | Srđan Dožai, Christophe Vauthier |                 |                     |                                                                      |

| Smirne 4 settembre 2005, ore 18:15 CET | Spagna                                 | 83 – 77 referto | Russia | Atatürk Sport Hall\| Arbitro: \| Christos Christodoulou, Oļegs Latiševs \| |
| Arbitro:                               | Christos Christodoulou, Oļegs Latiševs |                 |        |                                                                            |

| Smirne 4 settembre 2005, ore 20:30 CET | Lituania                         | 82 – 76 referto | Turchia | Atatürk Sport Hall\| Arbitro: \| Andrej Jeršan, Jens Staudenmayer \| |
| Arbitro:                               | Andrej Jeršan, Jens Staudenmayer |                 |         |                                                                      |

| Smirne 6 settembre 2005, ore 16:00 CET | Russia                             | 67 – 80 referto | Lituania | Atatürk Sport Hall\| Arbitro: \| Andrej Jeršan, Christophe Vauthier \| |
| Arbitro:                               | Andrej Jeršan, Christophe Vauthier |                 |          |                                                                        |

| Smirne 6 settembre 2005, ore 18:15 CET | Serbia e Montenegro                  | 52 – 69 referto | Spagna | Atatürk Sport Hall\| Arbitro: \| Christos Christodoulou, Vaclav Lukes \| |
| Arbitro:                               | Christos Christodoulou, Vaclav Lukes |                 |        |                                                                          |

| Smirne 6 settembre 2005, ore 20:30 CET | Turchia                     | 66 – 64 referto | Romania | Atatürk Sport Hall\| Arbitro: \| Oļegs Latiševs, Srđan Dožai \| |
| Arbitro:                               | Oļegs Latiševs, Srđan Dožai |                 |         |                                                                 |

| Smirne 7 settembre 2005, ore 16:00 CET | Serbia e Montenegro                | 69 – 86 referto | Russia | Atatürk Sport Hall\| Arbitro: \| Jens Staudenmayer, Marcin Kowalski \| |
| Arbitro:                               | Jens Staudenmayer, Marcin Kowalski |                 |        |                                                                        |

| Smirne 7 settembre 2005, ore 18:15 CET | Romania                              | 56 – 92 referto | Lituania | Atatürk Sport Hall\| Arbitro: \| Christos Christodoulou, Vaclav Lukes \| |
| Arbitro:                               | Christos Christodoulou, Vaclav Lukes |                 |          |                                                                          |

| Smirne 7 settembre 2005, ore 20:30 CET | Spagna                      | 78 – 64 referto | Turchia | Atatürk Sport Hall\| Arbitro: \| Srđan Dožai, Oļegs Latiševs \| |
| Arbitro:                               | Srđan Dožai, Oļegs Latiševs |                 |         |                                                                 |

## Accesso ai quarti di finale
Le prime quattro dei due gruppi passano direttamente ai quarti di finale, le ultime due di ogni girone disputano le gare per i posti dal nono al dodicesimo.

## Fase Finale a eliminazione diretta (Ankara)
|  | Quarti di finale                  | Quarti di finale                   |                                    |          | Semifinali                | Semifinali                |  |  | Finale                             | Finale |
|  |                                   |                                    |                                    |          |                           |                           |  |  |                                    |        |
|  | 9 settembre 2005 (13:45) - Ankara |                                    |                                    |          |                           |                           |  |  |                                    |        |
|  |                                   |                                    |                                    |          |                           |                           |  |  |                                    |        |
|  | Lituania                          | 67                                 |                                    |          |                           |                           |  |  |                                    |        |
|  | Lituania                          | 67                                 | 10 settembre 2005 (18:15) - Ankara |          |                           |                           |  |  |                                    |        |
|  | Polonia                           | 58                                 |                                    |          |                           |                           |  |  |                                    |        |
|  | Polonia                           | 58                                 | Lituania                           | 50       |                           |                           |  |  |                                    |        |
|  | 9 settembre 2005 (16:00) - Ankara |                                    | Lituania                           | 50       |                           |                           |  |  |                                    |        |
|  |                                   | Russia                             | 65                                 |          |                           |                           |  |  |                                    |        |
|  | Spagna                            | Russia                             | 65                                 | 69       |                           |                           |  |  |                                    |        |
|  | Spagna                            |                                    | 11 settembre 2005 (20:30) - Ankara | 69       |                           |                           |  |  |                                    |        |
|  | Lettonia                          | 50                                 |                                    |          |                           |                           |  |  |                                    |        |
|  | Lettonia                          | 50                                 | Rep. Ceca                          | 72       |                           |                           |  |  |                                    |        |
|  | 9 settembre 2005 (18:15) - Ankara |                                    | Rep. Ceca                          | 72       |                           |                           |  |  |                                    |        |
|  |                                   | Russia                             | 70                                 |          |                           |                           |  |  |                                    |        |
|  | Francia                           | Russia                             | 70                                 | 56       |                           |                           |  |  |                                    |        |
|  | Francia                           | 10 settembre 2005 (20:30) - Ankara |                                    | 56       |                           |                           |  |  |                                    |        |
|  | Russia                            | 70                                 |                                    |          |                           |                           |  |  |                                    |        |
|  | Russia                            | 70                                 | Rep. Ceca                          | 76       | Finale per il terzo posto | Finale per il terzo posto |  |  |                                    |        |
|  | 9 settembre 2005 (20:30) - Ankara |                                    | Rep. Ceca                          | 76       | Finale per il terzo posto | Finale per il terzo posto |  |  |                                    |        |
|  |                                   | Spagna                             | 66                                 |          |                           |                           |  |  |                                    |        |
|  | Rep. Ceca                         | Spagna                             | 66                                 | 86       | Spagna                    | 83                        |  |  |                                    |        |
|  | Rep. Ceca                         |                                    |                                    | 86       | Spagna                    | 83                        |  |  |                                    |        |
|  | Turchia                           | 60                                 |                                    | Lituania | 65                        |                           |  |  |                                    |        |
|  | Turchia                           | 60                                 |                                    |          | 65                        |                           |  |  |                                    |        |
|  |                                   |                                    |                                    |          |                           |                           |  |  | 11 settembre 2005 (18:15) - Ankara |        |
|  |                                   |                                    |                                    |          |                           |                           |  |  |                                    |        |

### Dal 5º all'8º posto
|  | Semifinali | Semifinali | Semifinali |         |          | Quinto Posto  | Quinto Posto  | Quinto Posto  |  |
|  |            |            |            |         |          |               |               |               |  |
|  | Polonia    | Polonia    | 71         |         |          |               |               |               |  |
|  | Polonia    | Polonia    | 71         |         |          |               |               |               |  |
|  | Francia    | Francia    | 73         |         |          |               |               |               |  |
|  | Francia    | Francia    | 73         |         | Lettonia | Lettonia      | 62            |               |  |
|  |            |            |            |         | Lettonia | Lettonia      | 62            |               |  |
|  |            |            | Francia    | Francia | 85       |               |               |               |  |
|  | Turchia    | Turchia    | Francia    | Francia | 85       | 78            |               |               |  |
|  | Turchia    | Turchia    |            |         |          | 78            |               |               |  |
|  | Lettonia   | Lettonia   | 81         |         |          | Settimo Posto | Settimo Posto | Settimo Posto |  |
|  | Lettonia   | Lettonia   | 81         |         |          |               |               |               |  |
|  |            |            |            |         |          |               |               |               |  |
|  |            |            |            |         |          | Turchia       | Turchia       | 71            |  |
|  |            |            |            |         |          | Turchia       | Turchia       | 71            |  |
|  |            |            |            |         |          | Polonia       | Polonia       | 82            |  |

### Dal 9º al 12º posto
|  | Semifinali          | Semifinali          | Semifinali          |                     |        | Quinto Posto  | Quinto Posto  | Quinto Posto  |  |
|  |                     |                     |                     |                     |        |               |               |               |  |
|  | Grecia              | Grecia              | 67                  |                     |        |               |               |               |  |
|  | Grecia              | Grecia              | 67                  |                     |        |               |               |               |  |
|  | Romania             | Romania             | 61                  |                     |        |               |               |               |  |
|  | Romania             | Romania             | 61                  |                     | Grecia | Grecia        | 65            |               |  |
|  |                     |                     |                     |                     | Grecia | Grecia        | 65            |               |  |
|  |                     |                     | Serbia e Montenegro | Serbia e Montenegro | 79     |               |               |               |  |
|  | Serbia e Montenegro | Serbia e Montenegro | Serbia e Montenegro | Serbia e Montenegro | 79     | 73            |               |               |  |
|  | Serbia e Montenegro | Serbia e Montenegro |                     |                     |        | 73            |               |               |  |
|  | Germania            | Germania            | 57                  |                     |        | Settimo Posto | Settimo Posto | Settimo Posto |  |
|  | Germania            | Germania            | 57                  |                     |        |               |               |               |  |
|  |                     |                     |                     |                     |        |               |               |               |  |
|  |                     |                     |                     |                     |        | Romania       | Romania       | 64            |  |
|  |                     |                     |                     |                     |        | Romania       | Romania       | 64            |  |
|  |                     |                     |                     |                     |        | Germania      | Germania      | 98            |  |

## Classifica finale
| Campione d'Europa | Campione d'Europa   | Campione d'Europa |
| --- | ------------------- | --- |
| Rep. Ceca4 Veselá, 5 Večeřová, 6 Němcová, 7 Hartigová, 8 Uhrová, 9 Machová, 10 Mokrošová, 11 Pavlíčková, 12 Borecká, 13 Kulichová, 14 Klimešová, 15 Vítečková, All. Jan Bobrovský |                     | |
| Argento | Russia              | Russia4 Artešina, 5 Rachmatulina, 6 Abrosimova, 7 Najmušina, 8 Karpunina, 9 Šč'egoleva, 10 Korstin, 11 Stepanova, 12 Sokolovskaja, 13 Šakirova, 14 Kuzina, 15 Karpova, All. Igor' Grudin                    |
| Bronzo | Spagna              | Spagna4 Camps, 5 Fernández, 6 Palau, 7 Xantal, 8 Gallego, 9 Valdemoro, 10 Aguilar, 11 Martínez, 12 Montañana, 13 Ferragut, 14 Montesdeoca, 15 Pascua, All. Domingo Díaz                                     |
| 4. | Lituania            | Lituania4 Pacauskienė, 5 Brazdeikytė, 6 Margevičiūtė, 7 Kaušaitė, 8 Bimbaitė, 9 Valentienė, 10 Briedytė, 11 Baranauskaitė, 12 Kuktienė, 13 Valužytė, 14 Šulčiūtė, 15 Marčauskaitė, All. Algirdas Paulauskas |
| 5. | Francia             | Francia4 Dumerc, 5 Le Dréan, 6 Melain, 7 Aubert, 8 Hermouet, 9 Sauret, 10 Lesdema, 11 Gomis, 12 Ndongue, 13 Dijon, 14 Godin, 15 Antibe, All. Alain Jardel                                                   |
| 6. | Lettonia            | Lettonia4 Jansone, 5 Eibele, 6 Eglīte, 7 Tamane, 8 Baško, 9 Tāre, 10 Jēkabsone, 11 Mikāle, 12 Āzace, 13 Galilējava, 14 Kubliņa, 15 Brumermane, All. Raivo Otersons                                          |
| 7. | Polonia             | Polonia4 Karpińska, 5 Nowacka, 6 Krupska, 7 Międzik, 9 Bibrzycka, 10 Nowak, 11 Szott, 12 Mrozińska, 13 Kobryn, 14 Tłumak, 15 Wielebnowska, All. Arkadiusz Koniecki                                          |
| 8. | Turchia             | Turchia4 İvegin, 5 Vardarlı, 6 Yüksel, 7 Yiğit, 8 Kimyacıoğlu, 9 Tunçluer, 10 Yıldızoğlu, 11 Yılmaz, 12 Yücesir, 13 Horasan, 14 Özyiğit, 15 Engin, All. Cem Akdag                                           |
| 9. | Serbia e Montenegro | Serbia e Montenegro4 Škerović, 5 Dabović, 6 Matović, 7 Manić, 8 Veselovski, 9 Stanković, 10 Joković, 11 Matić, 12 Perovanović, 13 Ajanović, 14 Vujović, 15 Kovačević, All. Zoran Kovačić                    |
| 10. | Grecia              | Grecia4 Lymoura, 5 Kalentzou, 6 Delī, 7 Gkouzinī, 8 Vasileiou, 9 Maltsī, 10 Saregkou, 11 Stachtiarī, 12 Kosma, 13 Samoroukova, 14 Stauridou, 15 Kyriakopoulou, All. Charalampos Papazoglou                  |
| 11. | Germania            | Germania4 Richter, 5 Breitreiner, 6 Ishaque, 7 Munck, 8 Harder, 9 Katona, 10 Schultze, 11 Müller, 12 Weber, 13 Fröhlich, 14 Askamp, 15 Gläser, All. Olaf Stolz                                              |
| 12. | Romania             | Romania4 Stoenescu, 5 Părău, 6 Vass, 7 Vescan, 8 Drăgușin, 9 Toma, 10 Diaconu, 11 Istrătescu, 12 Nacu, 13 Mîrne-Nagy, 14 Urban, 15 Bagiu, All. Valerian Ioan                                                |

## Riconoscimenti Giocatrici

### MVP del torneo
- Marija Stepanova -  Russia

### Miglior formazione del torneo
- G: Hana Machová -  Rep. Ceca
- G: Eva Vítečková -  Rep. Ceca
- C: Marija Stepanova -  Russia
- F: Amaya Valdemoro -  Spagna
- F: Tat'jana Šč'egoleva -  Russia

## Statistiche
Dati aggiornati all'11 settembre 2005, fine della manifestazione.

### Generali
- Totale partite disputate: 46
- Totale punti segnati: 6290
- Totale assist effettuati: 1231
- Totale stoppate eseguite: 253

### Individuali
- Miglior realizzatrice: - Amaya Valdemoro (  Spagna ) - 21,6 punti/partita
- Migliore rimbalzista: - Marija Stepanova (  Russia ) - 10,0 rimbalzi/partita
- Miglior donna assist: - Edwige Lawson-Wade (  Francia ) - 4,3 assist/partita
- Miglior stoppatrice: - Petra Kulichová (  Rep. Ceca ) - 2,1 stoppate/partita.